# Leucopogonella
Leucopogonella es un género de insectos hemípteros de la familia Aleyrodidae, subfamilia Aleyrodinae. El género fue descrito primero por Dumbleton en 1961.

## Especies
La siguiente es la lista de especies pertenecientes a este género.
- Leucopogonella apectenata Dumbleton, 1961
- Leucopogonella pallida Dumbleton, 1961
- Leucopogonella simila Dumbleton, 1961
- Leucopogonella sinuata Dumbleton, 1961